# Sembilan (Simeulue Barat)
Sembilan is een bestuurslaag in het regentschap Simeulue van de provincie Atjeh, Indonesië. Sembilan telt 899 inwoners (volkstelling 2010).